# Klavierübung (Busoni)

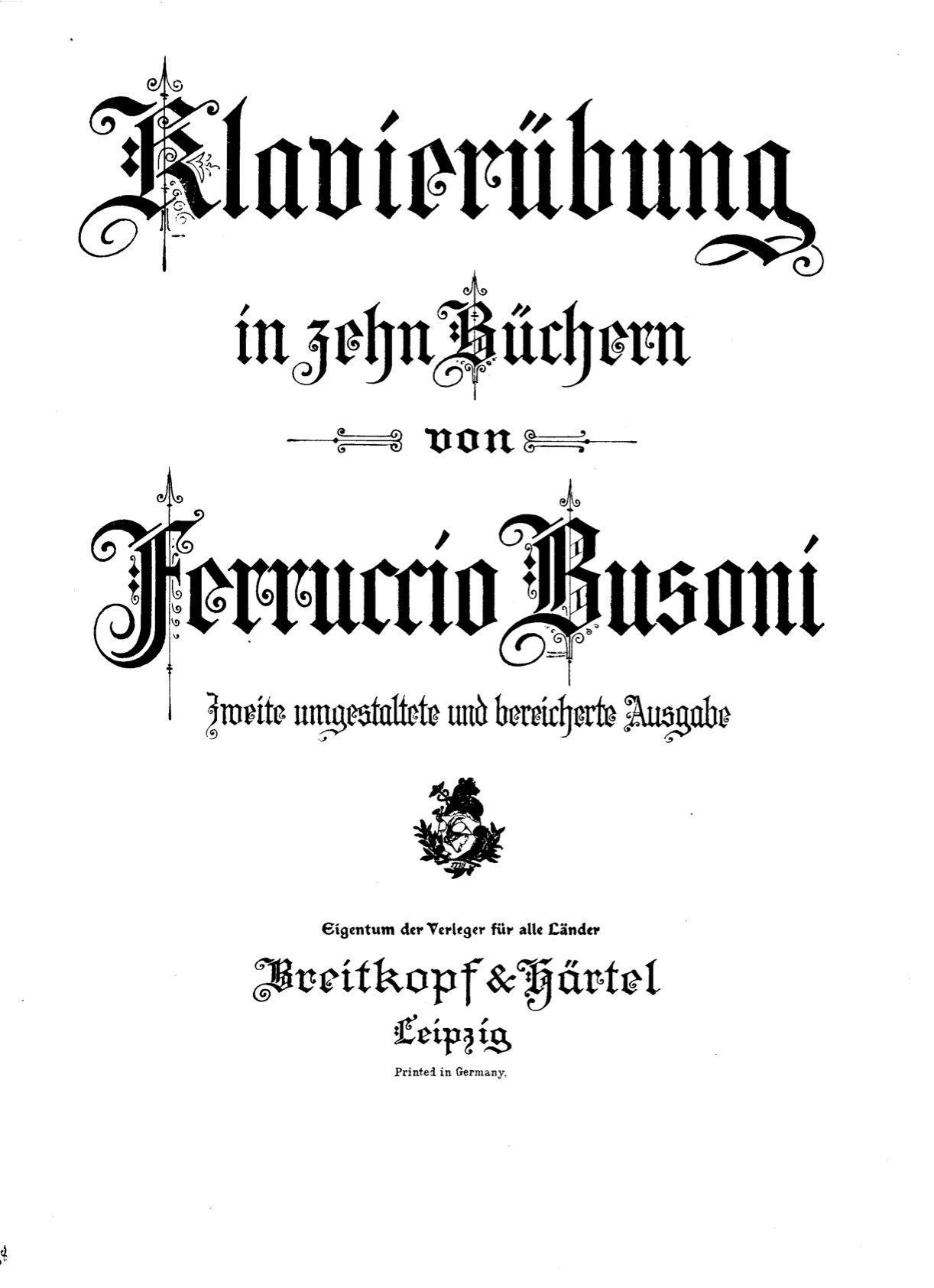
Portada de la segunda edición.

El Klavierübung —título en alemán que puede traducirse libremente al español como Ejercicios para piano— del pianista y compositor italiano Ferruccio Busoni, es una compilación de ejercicios y piezas para practicar al piano que incluye varias transcripciones de obras de otros compositores, así como de composiciones propias del autor. Con esta obra, Busoni continúa de alguna forma la tradición barroca de publicar con el título genérico Clavier-Übung un compendio de la obra para teclado de los compositores.
Busoni trabajó en sus Klavierübung de forma discontinua durante los últimos siete años de su vida, es decir entre 1917 y 1924, pretendiendo con ello legar a futuras generaciones su conocimiento acumulado sobre la técnica del piano. 
El Klavierübung no es un curso completo y sistemático para el estudio del piano, ni está pensado para intérpretes principiantes o de formación intermedia. Por el contrario, se da por supuesto que el estudiante tiene un alto nivel de técnica de piano estándar y que ha llegado a un nivel de virtuoso. Busoni, añade reffinamiento, atajos y soluciones inusuales a problemas de técnica que los concertistas pueden encontrarse en su repertorio. Los ejercicios y ejemplos incluidos reflejan los especiales y diversos intereses y habilidades del mismo Busoni.

## Valoración
Edward J. Dent, autor de la primera y definitiva biografía de Busoni, opinó así de los ejercicios y estudios incluidos en el Klavierübung:

"...son todos extraordinariamente interesantes y estimulantes. Son interesantes también para ayudar a explicar algunas de las otras composiciones de Busoni, porque los estudios muestran como algunos de sus invenciones armónicas se desarrollan a partir de puros principios pianísticos basados en las posiciones de determinadas posiciones de las manos sobre el teclado. Cada uno de los estudios tiene genuina originalidad musical e incluso los ejercicios para ser repetidos en todas las claves son en buena manera más musicales que lo que estas formas de tortura suelen generalmente ser."Dent, p. 239.</ref>

## Primera edición. Contenido y publicación.
El Klavierübung fue publicado por primera vez por Breitkopf & Härtel en partes separadas en 1918. La segunda parte apareció en 1919 y tercera y cuarta parte dos años más tarde. La quinta, que inicialmente debía ser la parte final, apareció en 1922. Kindermann, que preparó posteriormente el primer catálogo completo de la obra de Busoni en 1980, se refiere a la Primera edición como Klavierübung in fünf Teilen o (Ejercicios para piano en cinco partes), y Breitkopf & Härtel republicaron más tarde esta edición con este título alrededor de 1996. Las cinco partes son: 
- Parte 1.- Seis tutoriales para piano y preludios
- Parte 2.- Tres tutoriales para piano y preludios
- Parte 3.- Staccato
- Parte 4.- Ocho estudios por Cramer
- Parte 5.- Variaciones. Movimiento perpetuo. Escalas.

## Segunda edición. Contenido y publicación.
Entre diciembre de 1923 y enero de 1924, año de su fallecimiento, Busoni consiguió reorganizar y enriquecer todo el material para una segunda edición de 284 páginas que se tituló Klavierübung in zehn Büchern (Ejercicios para piano en diez volúmenes), y que fue publicado póstumamente en 1925 como el Volumen VIII de la edición Bach-Busoni. Se imprimió un limitado número de ejemplares de esta segunda edición y hasta hace poco ha sido una rareza. La segunda edición está formada por:
- Libro 1.- Escalas
- Libro 2.- Formas derivadas de escalas
- Libro 3.- Acordes (acordes rotos)
- Libro 4.- Para tres manos
- Libro 5.- Trinos
- Libro 6.- Staccato
- Libro 7.- Ocho estudios sobre Cramer
- Libro 8.- Variaciones y variantes sobre Chopin
- Libro 9.- Siete piezas cortas para cultivar la interpretación polifónica
- Libro 10.- Estudios sobre Paganini-Liszt

## Dificultades para completar la obra
Debido a múltiples distracciones, entre otras la mala salud, y otras preocupaciones y ocupaciones entre las que no puede ignorarse la que Busoni pretendía la obra maestra de su vida, la opera Doctor Fausto (que dejó inacabada a su muerte en 1924), varios de los componentes planeados para el Klavierübung fueron pospuestos o nunca llegaron a realizarse. Por ejemplo, el prólogo no fue escrito hasta julio de 1920 y no apareció hasta la publicación de la tercera parte en 1921. La Parte 2 contiene material que debería haberse incluido en la Parte 1: los tutoriales V (arpegios) y VI Para tres manos. La Parte 3 incluye material adicional apropiado para la Parte 1, como apéndices. Un Chromaticon de la Parte 4, mencionado en una nota a pie de página en el prólogo, debió ser abandonado, siendo apresuradamente reemplazado por su edición de los Ocho estudios por Cramer, BV B 53 ya publicados en 1897. La Parte 5 también consiste en piezas ya publicadas fundamentalmente. Seguramente, si Busoni hubiera vivido más tiempo, habría incluido mucho más. Por ejemplo, no hay ejercicios sobre la muy importante técnica para pedales, por las que Busoni era célebre.